# A. E. van Vogt
Alfred Elton van Vogt (26. dubna 1912, Gretna, Manitoba, Kanada – 26. ledna 2000, Los Angeles) byl kanadsko-americký spisovatel žánru science fiction, jeden z autorů tzv. Zlatého věku science fiction.

## Život
Narodil se holandským rodičům na farmě v kanadské provincii Manitoba. V jeho deseti letech se rodina přestěhovala do Winnipegu, kde prožil mládí. Byl velkým čtenářem a ve čtrnácti letech se stal pod vlivem četby časopisu Amazing Stories fanouškem sci-fi. V devatenácti letech začal pracovat na úřadě pro sčítání lidu v Ottawě. Již v té době byl ale literárně činný, nejprve psal příběhy pro ženy, poté rozhlasové hry a konečně ve svých 28 letech začal psát příběhy science fiction. Za druhé světové války nemohl kvůli slabému zraku nastoupit do armády a pracoval proto v kanadském oddělení národní obrany (Department of National Defense). Právě v té době napsal svůj nejslavnější román Slan, který vycházel roku 1940 na pokračování v časopise Astounding Stories a roku 1946 vyšel knižně. Úspěch románu mu zajistil možnost stát se spisovatelem na volné noze. Roku 1944 se přestěhoval do USA, kde roku 1952 získal americké státní občanství. Usídlil se v Los Angeles, kde žil až do své smrti. 
Se svou první ženou Ednou Mayne Hullovou (1905–1975) se oženil roku 1939 a napsal s ní několik povídek i románů. Po její smrti na rakovinu roku 1975 se roku 1979 podruhé oženil s Lydií Braimanovou. Zemřel roku 2000 na Alzheimerovu chorobu a na těžký zápal plic.
Prakticky všechna nejznámější díla van Vogta vyšla časopisecky ve 40. letech, což byla doba autorovy největší slávy. Nejvíce je z jeho díla kromě románu Slan ceněn román The World of Null-A (1945, Svět Nula-A). Později ztratil mnoho příznivců, protože v jeho novějších dílech je neustále znát duch 40. let. Objevují se v nich supermanové a složité intriky i autorova záliba v pseudovědách a naivita jeho představ o vývoji lidské společnosti. Z kategorie pokleslé brakové literatury však jeho příběhy dostala jeho představivost, mimořádné vypravěčské umění a schopnost vcítit se do psychiky postav.

## Ocenění
Za své dílo dostal A. E. Van Vogt několik ocenění:
- 1972 - Forry Award za celoživotní dílo,[3]
- 1980 - Auroa Award, kandaská cena za celoživotní dílo.[4]
- 1996 - Damon Knight Memorial Grand Master Award (velmistr sci-fi).[5]
- 1996 - uvedení do Síně slávy science fiction a fantasy.[6]
- 2005 - Prometheus Award (síň slávy).[7]
- 2016 - Retro Hugo za román Slan.[8]

## Dílo (výběr)

### Povídky

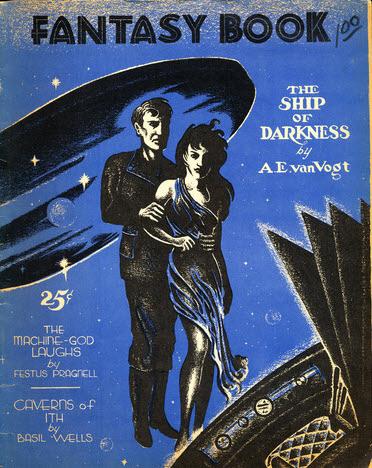
Obálka časopisu Fantasy Book z roku 1947 s autorovou povídkou Ship of Darkness.

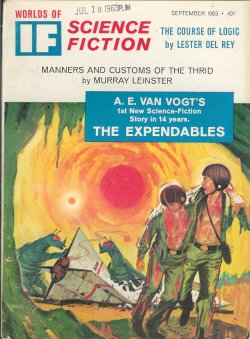
Obálka časopisu If z roku 1963 s autorovou povídkou The Expendables.

- The Sea Thing (1940, Přízrak z hlubin), česky také jako Netvor z hlubin.
- Vault of the Beast (1940, Trezor bestie).
- The Gryb  (1940), také jako Repetition, povídka se roku 1959 stala součástí románu The War Against the Rull.
- Not the First (1941).
- Masters of Time (1942, Vládci času).
- Asylum (1942, Azyl).
- The Second Solution (1942, Druhé řešení), povídka se roku 1959 stala součástí románu The War Against the Rull.
- Co-Operate - Or Else! (1942), povídka se roku 1959 stala součástí románu The War Against the Rull.
- The Storm (1943, Bouře).
- The Invisibility Gambit (1943, Neviditelný gambit), společně s Ednou Mayne Hullovou.
- The Search (1943, Pátrání).
- Abdication (1943).
- The Great Engine (1943).
- Juggernaut (1944, Morová rána).
- A Can of Paint (1944, Plechovka barvy).
- The Cataaaaa (1947, Kočkaáááá).
- Ship of Darkness (1947, Loď z temnot).
- Centaurus II (1947).
- The Rull (1948, Rull), povídka se roku 1959 stala součástí románu The War Against the Rull.
- Resurrection (1948), také jako The Monster (1948, Netvor), česky rovněž pod názvem Obluda nebo Jako bájný Fénix.
- Dormant (1948), česky jako To, co zatím spalo.
- The Great Judge (1948, Velký soudce).
- Dear Pen Pal (1949, Milý korespondenční příteli).
- The Green Forest (1949, Zelený les), povídka se roku 1959 stala součástí románu The War Against the Rull.
- The Witch (1949).
- Process (1950, Proces), česky též jako Les.
- Rogue Ship (1950, Taškářská loď).
- Enchanted Village (1950, Začarovaná vesnice).
- The Sound (1950, Zvuk), povídka se roku 1959 stala součástí románu The War Against the Rull
- The Star-Saint (1951, Hvězdný světec).
- Fulfillment (1951, Naplnění).
- Lost: Fifty Suns (1952).
- Planets for Sale (1954, Planeta na prodej), společně s Ednou Mayne Hullovou.
- The Expendables (1963, Postradatelní).
- Research Alpha (1965)
- Silkies in Space (1966, Hedvábové v kosmu).
- The Proxy Intelligence (1968, Zástupná inteligence).
- The Rat and the Snake (1971, Had a krysa).
- The Human Operators (1971, Piloti z rodu lidí), spoluautor Harlan Ellison.
- The Timed Clock (1972, Hodiny času).
- The Dream of the Sorceress (1980, Čarodějčin sen).

### Povídkové sbírky
- Out of the Unknown (1948), společně s Ednou Mayne Hullovou.
- Masters of Time (1950).
- Away and Beyond (1952, Daleko předaleko).
- Destination: Universe! (1952).
- The Twisted Men (1964).
- The Far-Out Worlds of A. E. van Vogt (1968).
- The Best of A. E. van Vogt (1976).
- The Universe Maker (1977).
- Futures Past (1999).

### The Voyage of the Space Beagle
Povídkový cyklus popisuje vědeckou misi kosmické lodi Space Beagle (Vesmírný ohař), která se na svých cestách potkává s cizími civilizacemi, které mají většinou nepřátelské úmysly. Skládá se z těchto povídek:
- Black Dick (1939, česky jako Zorl)
- Discord in Scarlet (1939, česky jako Ixtl),
- M 33 in Andromeda (1943, česky jako Anabis), v povídce se posádka lodi utká s masožravou bytostí velikosti galaxie s názvem Anabis.
- War of Nerves (1950, Válka nervů), česky také jako Riimové.

Společně povídky vyšly pod názvem The Voyage of the Space Beagle (1950, česky jako Dobrodružství Vesmírného ohaře). Název odkazuje na knihu Charlese Darwina The Voyage of the Beagle).

### The World of Null-A
Románová trilogie založená na mystických motivech z oblasti sémantiky a tzv. nearistotelovské logiky, díky jejímuž zvládnutí se její hlavní hrdina stává nesmrtelným a všemohoucím.
- The World of Null-A (Svět Nula-A), časopisecky 1945, knižně 1948.
- The Pawns of Null-A (Pěšci světa Nula-A), časopisecky roku 1948 pod názvem The Players of Null-A, knižně 1956.
- Null-A Three (Nula-A 3), prvně vydáno ve francouzském překladu roku 1984, anglicky v USA roku 1985.

### Další romány
- The Winged Man (Okřídlený muž), společně s Ednou Mayne Hullovou. časopisecky 1944, knižně 1966, román o souboji dvou uměle vytvořených kosmických ras.
- Slan (1946), román, ve kterém se hlavní hrdina, příslušník pronásledované skupiny slanů (uměle vytvořených mutantů oplývajících mimořádnými tělesnými i duševními schopnostmi), stává terčem nenávisti svých obyčejných bližních.
- The Book of Ptath (1947, Ptathova kniha).
- The House That Stood Still (1950).
- The Weapon Shops of Isher (Obchody se zbraněmi v Isheru). Román vznikl na základě tří dříve časopisecky vydaných povídek The Seesaw (1941, Houpačka), The Weapon Shop (1942, Obchod se zbraněmi) a The Weapon Shops of Isher (1949, Obchody se zbraněmi v Isheru) a byl knižně vydán roku 1951. Obsahem příběhu je souboj dvou galaktických elit s cílem zajistit rovnováhu sil ve vesmíru a tím i dynamický vývoj společnosti
- The Weapon Makers (Výrobci zbraní), časopisecky 1943, knižně 1947, pokračování románu The Weapon Shops of Isher.
- The Mixed Men (1952, Mišenci), roku 1955 jako Mission to the Stars (Výprava ke hvězdám), román o konfliktu poté, co Kolonie Padesáti Sluncí, skrytá hluboko ve vesmíru, byla objevena válečnou lodí z Impéria Země.
- The Universe Maker (1953, Stvořitel světa), román o americkém vojákovi, kterého se při jeho návratu z korejské války zmocní podivné bytosti a kosmickou lodí ho dopraví do roku 2391.
- The Mind Cage (1957, Klec myšlenek), román vznikl na základě povídky The Great Judge z roku 1948.
- Empire of the Atom (1957, Říše atomu), román založený ba pěti autorových povídkách: A Son is Born (1946), Child of the Gods (1946), Hand of the Gods (1946, Ruka boží), Home of the Gods (1947) a The Barbarian (1947).
- The War Against the Rull (1959).
- The Wizard of Linn (1962, Čaroděj z Linnu), pokračováním románu Empire of the Atom.
- The Beast (1963, Zvíře).
- The Silkie (1969).
- Children of Tomorrow (1970, Děti zítřka).
- Quest for the Future (1970).
- The Battle of Forever (1971, Bitva o věčnost).
- The Darkness on Diamondia (1972).
- Future Glitter (1973).
- The Secret Galactics (1974).
- The Man with a Thousand Names (1974).
- Supermind (1977, Supermozek).
- The Anarchistic Colossus (1977).
- Renaissance (1979).
- Cosmic Encounter (1979, Kosmické střetnutí).
- Computerworld (1983, Počítačový svět).
- Slan Hunter, společně s Kevinem J. Anderosnem, časopisecký 2006, knižně 2007, pokračování románu Slan.

## Filmové adaptace
- The Vault (1953), epizoda z amerického televizního seriálu Tales of Tomorrow podle autorovy povídky.
- Since Aunt Ada Came to Stay (1971), epizoda z amerického televizního seriálu Night Gallery podle autorovy povídky The Witch, režie William Hale.
- Research Alpha (1998), epizoda z amerického televizního seriálu Welcome to Paradox  podle autorovy povídky, režie Charles Wilkinson.
- Human Trials (2002), epizoda z amerického televizního seriálu The Outer Limits podle autorovy povídky The Human Operators, režie Brad Turner.
- A Can of Paint (2004), americký krátký film podle autorovy povídky, režie Robi Michael.

## Česká vydání

### Samostatné povídky
- Les, antologie Labyrint, SNKLU, Praha 1962
- Přízrak z hlubin, časopis ABC 1967-1968/15-20, přeložila Jarmila Rosíková, a pod názvem Netvor z hlubin v antologii Hlas krve, Najáda, Praha 1996.
- Jako bájný Fénix, Interpress Magazin 1968/4, dále časopis Květy 1971/23-24, fanzin Laser č. 1 (SFK Laser Čelákovice 1985), fanbook Vega č. 4 (SFK Dudlay Předenice 1985), časopis Ikarie 1990/02 pod názvem Obluda (přeložil Miroslav Martan) a antologie Srdce technopu (AFSF, Praha 1992).
- Začarovaná vesnice, fanzin Bene Gesserit 3, SFK Winston, Praha 1987, a antologie Srdce technopopu, AFSF, Praha 1992.
- Neviditelný gambit, fanzin Mozek č. 06, SFK Möbius 2061 Jihlava 1988, přeložil Jaromír Nutil.
- Hvězdný světec, fanzin Mozek č. 09, SFK Möbius 2061 Jihlava 1989, přeložili Jan Vochyán a Josef Daněk.
- Hodina času, fanzin Laser č. 17 (SFK Laser Čelákovice 1989) a fanzin Mozek Plus (SFK Möbius 2061 Jihlava 1989), přeložila Jaroslava Hemzálková.
- Obchod se zbraněmi, časopis Ikarie 1990/06-07, přeložila Irena Hillmanová, a v antologii Síň slávy: Nejlepší SF povídky všech dob 1929-1946, Baronet, Praha 2003.
- Druhé řešení, časopis Ikarie 1991/05, přeložila Linda Bartošková.
- Azyl, časopis Ikarie 1992/08, přeložil Josef Dušek.
- Velký soudce, almanach Jiné světy: Léto 1992, Winston Smith, Praha 1992, přeložil Miroslav Filip, a antologie Rychlý jako gepard a řvoucí jako lev, Classic, Praha 1994, přeložil Martin Janda.
- Vládci času, antologie  Hvězdy jako bozi, AFSF, Praha 1993, přeložil Miroslav Martan.
- Loď z temnot, antologie Přestřelka na úsvitě, AFSF, Praha 1993.
- Had a krysa, antologie Rychlý jako gepard a řvoucí jako lev, Classic, Praha 1994, přeložil Martin Janda.
- To, co zatím spalo, časopis Ikarie 1994/03, přeložil Miroslav Martan.
- Pátrání, časopis Ikarie 1994/05, přeložil Miroslav Martan.
- Zvuk, časopis Ikarie 1994/08, přeložil Miroslav Martan.
- Plechovka barvy, časopis Ikarie 1994/11, přeložil Miroslav Martan.
- Čarodějčin sen, antologie Příběhy od Oplzlého jednorožce, Perseus, Plzeň 2000, přeložili Pavel Vohlídka a Hana Ederová.
- Naplnění, časopis Ikarie 2000/09, přeložil Tomáš Richtr.
- Rull, antologie Staré dobré kusy, Laser, Plzeň 2002, přeložil Jiří Engliš.

### Dobrodružství Vesmírného ohaře
Nejprve vyšly roku 1988 povídky Zorl a Ixtl ve fanbooku Paralelní světy 2 (SFK Slan Slaný) v překladu Miroslava Martana. Poté pražský Klub Julese Vernea vydal samostatně všechny čtyři povídky v magazínu Poutník:
- Zorl, Poutník č. 1992/5.
- Ixtl, Poutník č. 1992/6.
- Riimové, Poutník č. 1992/7, přeložil Pavel Medek.
- Anabis, Poutník č. 1995/9, přeložila Jana Kohoutová.

Roku 2009 vytvořili fanoušci sci-fi ebook románu z roku 1950 Dobrodružství Vesmírného ohaře pod hlavičkou nakladatelství ebookSF.

### Knihy
- Výprava ke hvězdám, SFK Laser Čelákovice 1988, přeložil Jiří Pilch, znovu 1989, samizdatová kniha.
- Okřídlený muž, Klub Julese Vernea, Praha 1992, přeložil Miroslav Martan.
- Stvořitel světa, Classic And, Praha 1996, přeložila Blanka Koščová.
- Počítačový svět, Classic And, Praha 1996, přeložil Jiří Kočandrle.
- Slan, United Fans, Praha 1997, přeložil Miroslav Martan.
- Svět non-A, Ikarie speciál, Mladá fronta, Praha 1997, přeložil Jiří Engliš.
- Isherské obchody se zbraněmi, Epocha, Praha 2006, přeložili Jana a Jan Oščádalovi.
- Netvor a jiní vetřelci, Epocha, Praha 2007, přeložili Pavel Medek a Petr Pujman, obsahuje povídky Trezor bestie, Bouře, Morová rána, Ruka boží, Kočkaáááá, Netvor, Milý korespondenční příteli, Zelený les, Proces, Válka nervů, Postradatelní, Hedvábové v kosmu a Zástupná inteligence